# Panicum maximum
Panicum maximum är en gräsart som beskrevs av Nikolaus Joseph von Jacquin. Panicum maximum ingår i släktet vipphirser, och familjen gräs. Inga underarter finns listade i Catalogue of Life.

## Bildgalleri

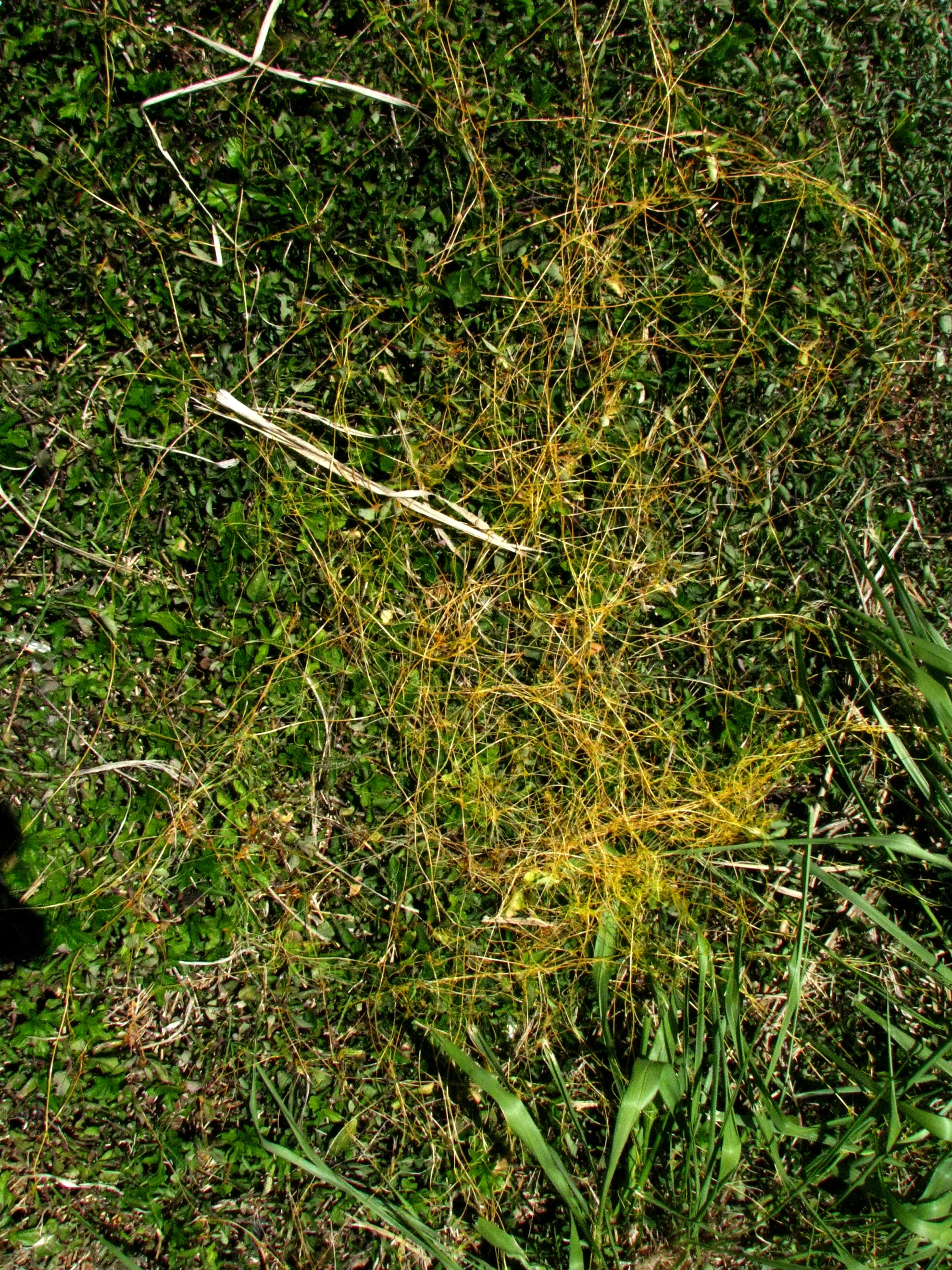
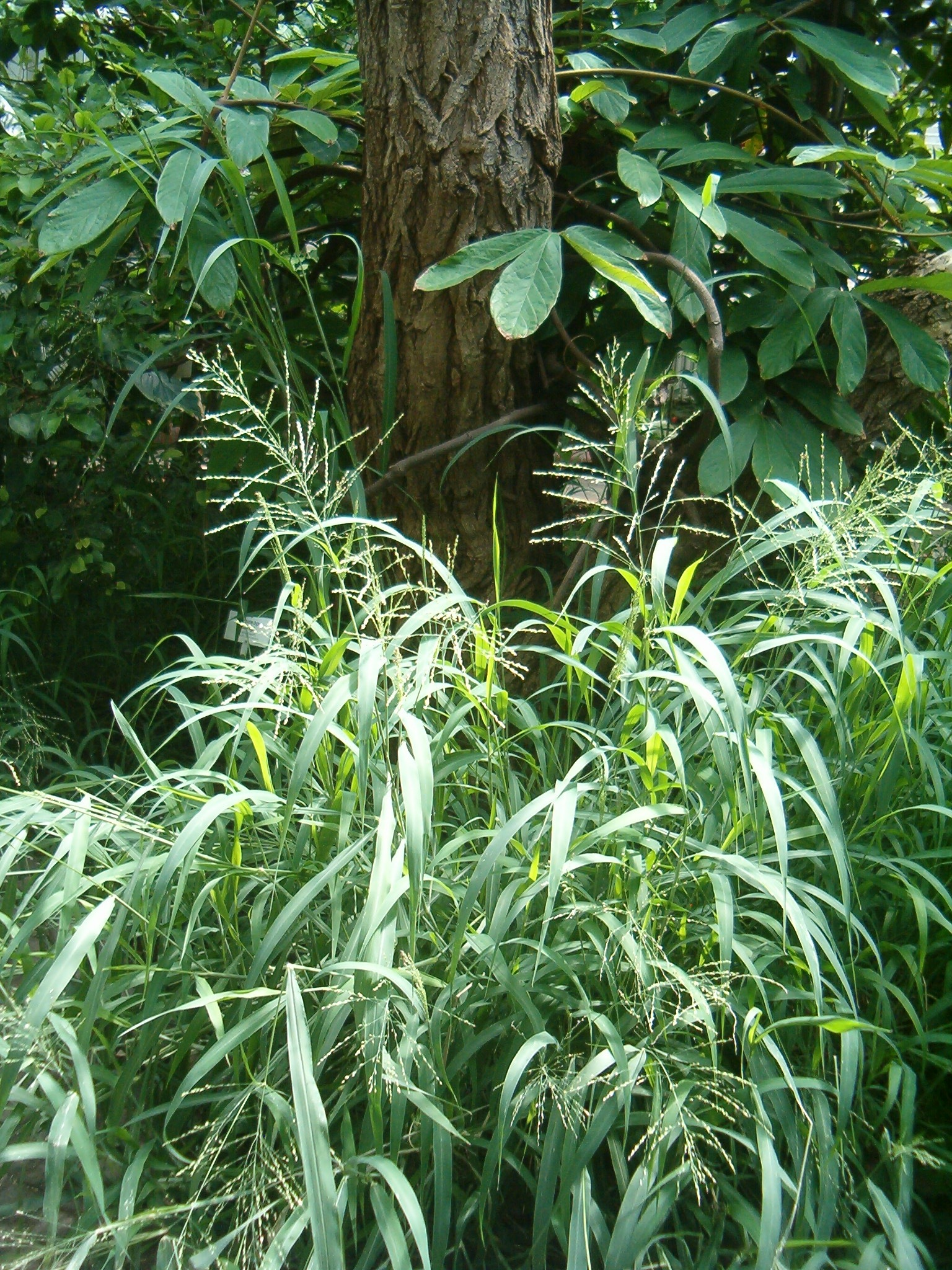
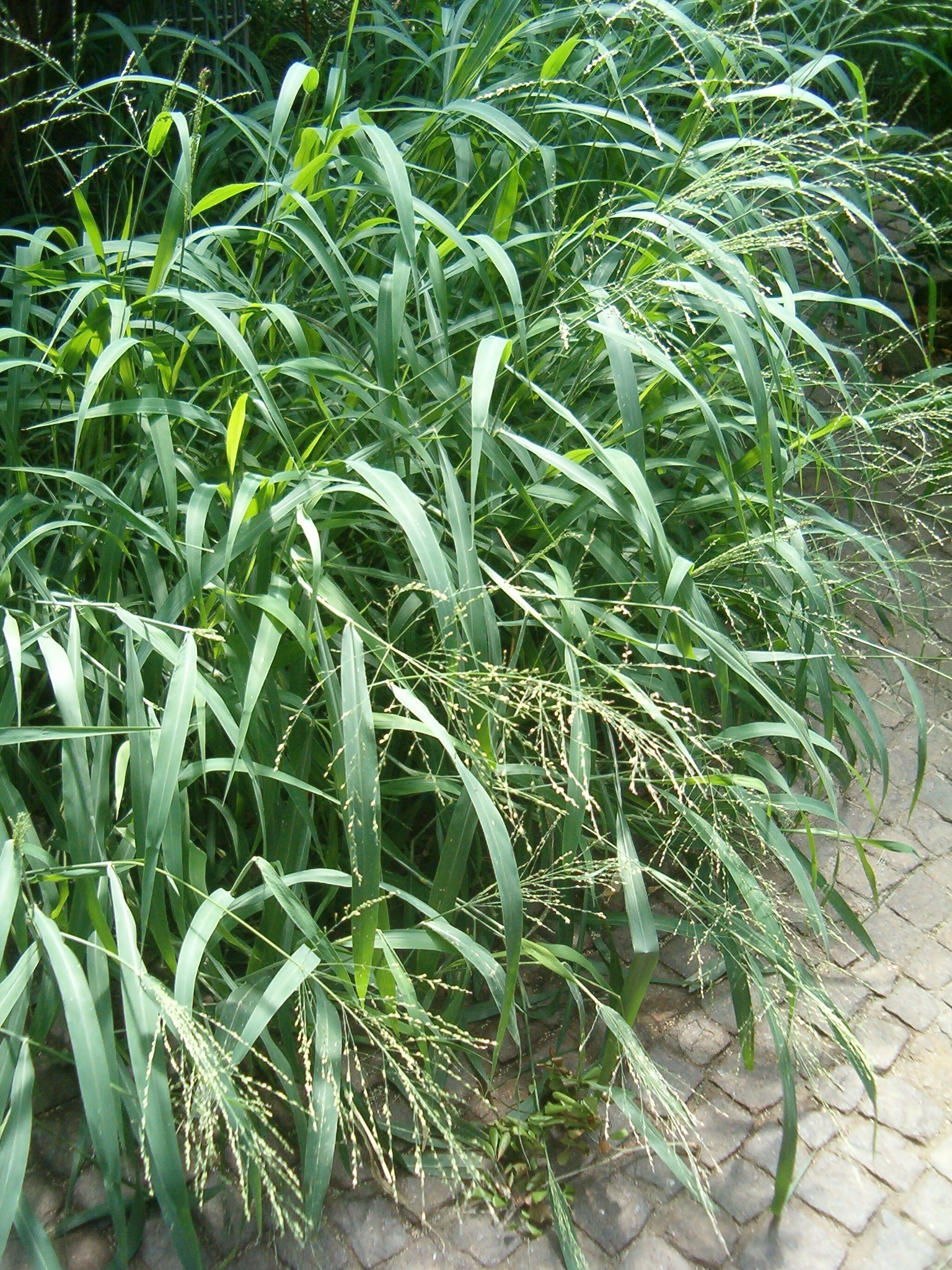